# Kollektiv sikkerhed
Kollektiv sikkerhed bygger i modsætning til magtbalanceordningen på, at stater har afgivet en del af deres sikkerhedspolitiske suverænitet til en international myndighed. Freden skal sikres ved, at staterne handler i fællesskab i stedet for individuelt og alene efter egeninteresse.
Fællesskabet består først og fremmest i, at retten til at føre krig overføres til den fælles myndighed. Overtrædelse af denne regel vil medføre en form for sanktion fra de øvrige medlemmer mod aggressoren. Tilhængere af idealismen vil ofte mene, at den kollektive sikkerhed er den mest optimale sikkerhedsordning ift. til at bevare verdensfreden. 
FN er et eksempel på sådan en kollektiv sikkerhedsorganisation.
Sikkerheden består i, at eventuelle internationale krigsrisici nedsættes, hvis systemet ellers fungerer. Dog har sådanne kollektive sikkerhedssystemer aldrig fungeret 100 % efter hensigten. En af de største problematikker er, at især stormagter ikke er villige til at overdrage sin fulde suverænitet over militære midler. Dette er bl.a. grunden til, at man i FN har et sikkerhedsråd, hvor fem af verdens stormagter har vetoret ift. militære beslutninger. Endvidere har man det problem, at det er yderst udfordrende, at opstille en centralt styret militærindsats, der kan sætte ind mod eventuelle aggressorer. I forlængelse af dette er sikkerhedssystemet heller ikke egnet til at løse konflikter mellem stormagter, og det at sanktionere en stormagt har reel mulighed for at være forløber for udløsning af verdenskrig. Her virker FN's sikkerhedsråd dog som en forebyggende institution. Hvis spørger en idealist, vil den økonomiske interdependens mellem stormagter tillige bidrage til, at verdenskrig ikke bliver en realitet mellem stormagterne.
Et andet kritiseret punkt af det kollektive sikkerhedssystem er, at det bevarer en status quo i verdenssamfundets magtforhold. Her kan man fx drage henblik på, at visse krige er berettiget i den forstand, at de har til formål at ændre uretfærdige tilstande i lande. Dette gælder bl.a. frigørelseskrige i den 3. verden. Hvis den kollektive sikkerhedsordning her bygger på, at al militær magt skal være autoriseret centralt, er det svært at ændre på disse uretfærdige forhold. 